# Harry Vandiver
Harry Schultz Vandiver (21 octobre 1882 - 9 juin 1973) est un mathématicien américain connu pour ses travaux en théorie des nombres.
Vandiver n'a pas terminé ses études, choisissant de quitter l'école pour travailler dans l'entreprise de son père et suivant seulement quelques cours à l'université de Pennsylvanie en 1904-1905.
De 1917 à 1919, il était membre de l'US Navy Reserve et en 1919, il devint instructeur de mathématiques à l'université Cornell, où il enseigna cinq ans avant de devenir assistant en mathématiques pures à l'université du Texas à Austin en 1924. Il y fut nommé professeur l'année suivante, et professeur distingué de mathématiques appliquées et d'astronomie en 1947. Il resta au Texas jusqu'à sa retraite en 1966.
Vandiver reçut en 1931 le prix Cole de l'AMS pour son article sur le dernier théorème de Fermat. En 1952, il l'étudia par ordinateur, démontrant le résultat pour tous les nombres premiers inférieurs à 2000.
Une question qu'il posait souvent sur les groupes des classes des corps cyclotomiques, connue sous le nom de conjecture de Vandiver, fut en fait posée pour la première fois dans une lettre de 1849 de Ernst Kummer à Leopold Kronecker.